# Sorin Vicol

Ministrul Sorin Vicol.

Sorin Vicol (n. 8 iunie 1970) este un jurist și om politic român, care a îndeplinit în perioada 29 decembrie 2004 - 21 ianuarie 2005 funcția de ministru delegat pentru coordonarea autorităților de control în guvernul condus de Călin Popescu Tăriceanu.

## Biografie
Sorin Vicol s-a născut la data de 8 iunie 1970 în capitala României, București. A studiat între anii 1991-1995 la Academia de Poliție ”Alexandru Ioan Cuza” – profilul Științe juridice, specialitatea Drept, obținând diploma de licențiat în drept. După absolvirea Academiei, urmează între anii 1995-1996 cursuri postuniversitare de Științe penale la Facultatea de Drept din cadrul Universității din București. 
Lucrează apoi în perioada august 1995-iulie 1997 ca ofițer la Direcția de Cercetări Penale din cadrul Inspectoratului General al Poliției. Apoi din iulie 1997 este consilier juridic și apoi șef de serviciu la Banca Internațională a Religiilor - Sucursala Municipiului București. Între anii 1997-1999, colaborează cu Inspecția de Stat în Construcții din cadrul MLPAT.
În martie 1999, se transferă la Banca Comercială Ion Țiriac - Sucursala Municipiului București, lucrând în funcția de consilier juridic și responsabil al Compartimentului pentru prevenirea spălării banilor. În ianuarie 2000, urmează un curs de instruire în domeniul infracționalității financiare organizat de ambasada Marii Britanii la București în colaborare cu Institutul Bancar Român.
Din februarie 2000 este consilier juridic și apoi șef de serviciu (iulie 2002-septembrie 2003) la Autoritatea pentru Valorificarea Activelor Bancare - Direcția Generală Juridică, președinte al AVAS fiind Ionel Blănculescu. După numirea lui Blănculescu în funcția de ministru la Autoritatea Națională de Control, Sorin Vicol a fost adus în septembrie 2003 în funcția de consilier la Autoritatea Națională de Control-Direcția Juridică.

## Scurt periplu prin guvern
În anul 2004, Sorin Vicol s-a înscris în Partidul Umanist Român (astăzi Partidul Conservator). La data de 29 decembrie 2004 a fost numit în funcția de Ministru delegat pentru coordonarea autorităților de control - Autoritatea Națională de Control. Și-a înaintat demisia din guvern la 21 ianuarie 2005, motivându-și decizia prin nemulțumirea provocată de faptul că Autoritatea Națională a Vămilor și Garda Financiară au fost trecute în subordinea Ministerului Finanțelor Publice (ca urmare a Memorandumului negociat cu Fondul Monetar Internațional).
Ca urmare a acestei mutări, Autoritatea Națională de Control mai avea în subordine doar Garda Națională de Mediu, iar în coordonare Inspecția Muncii din Ministerul Muncii, Inspecția Sanitară de Stat din Ministerul Sănătății, Agenția Națională de Control al Exporturilor și Oficiul Român pentru Drepturile de Autor.
Sorin Vicol a declarat că demisia sa a fost luată la sugestia conducerii Partidului Umanist Român, care-l desemnase ca ministru și care dorea să protesteze față de pierderea a două atribuțiuni importante ale ministerului condus de reprezentantul său. Sorin Vicol a menționat că nu înțelege să fie ministru numai de dragul acestei funcții și că "PUR crede că este mai responsabil și moral să pleci dintr-o funcție publică, în condițiile în care nu mai poți să-ți exerciți prerogativele prin diminuarea atribuțiilor de control". 
Sorin Vicol a condus în perioada ianuarie 2005-martie 2005 Autoritatea Națională de Control, apoi a fost trecut în martie 2005 ca președinte la Administrația Națională a Rezervelor de Stat. Sorin Vicol a fost unul dintre cei șapte membri ai Partidului Conservator care și-au depus demisiile în 4 decembrie 2006, la Palatul Victoria, după retragerea Partidului Conservator de la guvernare. Prin decizia Guvernului nr. 223 din 27 decembrie 2006, Sorin Vicol a fost eliberat din funcția de președinte al Administrației Naționale a Rezervelor de Stat. 
Sorin Vicol a urmat între anii 2005-2006 Colegiul Național de Apărare din București.